# Staatsterrorismus
Staatsterrorismus (auch: „Terror“ im Unterschied zu „Terrorismus“) bezeichnet Gewaltakte gegen eine politische Ordnung unterhalb der Schwelle eines Krieges, die als terroristisch bewertet werden und in die ein (anderer) souveräner Staat involviert ist. Ob eine staatlich geförderte Gewalttat als terroristisch betrachtet wird, hängt häufig stark vom politischen Kontext sowie von der politischen Perspektive ab, so dass der Begriff letztlich nicht eindeutig definiert wird und unterschiedliche Sachverhalte bezeichnen kann. So können Guerillakämpfer, die aus Sicht eines Landes Freiheitskämpfer sind, aus anderer Perspektive Terroristen darstellen und deren Unterstützung somit als Staatsterrorismus angesehen werden.
Auf der anderen Seite gibt es jedoch auch sozialwissenschaftliche Debatten zur Thematik, die sich rein auf (Staats-)Terrorismus als „Methode“ beziehen und die sich um einen von bestimmten politischen Perspektiven unabhängigen Diskurs bemühen. Hierbei geht es vor allem um Definitionsfragen: ist es aus sozialwissenschaftlicher Perspektive sinnvoll, Staatsterrorismus – ebenso wie Terrorismus von unten – als Terrorismus zu bezeichnen (bejaht etwa von Henner Hess und Sebastian Scheerer) oder unterscheiden sich die Phänomene bei aller Strukturähnlichkeit doch zu sehr voneinander (so etwa Peter Waldmann)?
Einige Länder fordern seit Langem vergeblich die Aufnahme des Begriffs des Staatsterrorismus als Tatbestand ins Völkerrecht. Die Vereinten Nationen konnten dazu bisher keine Einigung erzielen. Der ehemalige Generalsekretär Kofi Annan äußerte dazu, Terrorismus sei als Straftatbestand im internationalen Recht bereits ausreichend definiert und sanktioniert, daher sei der zusätzliche Tatbestand des Staatsterrorismus unnötig.
Wie beim Stammbegriff des Terrorismus selbst gibt es aus den oben angeführten Gründen weder eine allgemein akzeptierte wissenschaftliche noch politische oder juristische Definition des Begriffs.
Nicht zu verwechseln ist der Staatsterrorismus mit dem philosophischen Konzept Staatsterror.
Ebenfalls ist die Ausübung von Terrorakten durch Staaten abzugrenzen von der staatlichen Unterstützung von Terrorismus.

## Definition des Staatsterrorismus von Noam Chomsky
Noam Chomsky publizierte zu diesem Thema, wobei er definitorisch die staatlich-offiziellen Definitionen von Terrorismus übernahm und diese reflektorisch auf das eigene staatliche Handeln anwendete, um die damit zusammenhängende Doppelmoral bzw. Doppelbegrifflichkeit („Gegenterror“, „Konflikte niederer Intensität“, „Aufstandsbekämpfung“) auf ihren Widerspruch zu führen: „Problematisch an den offiziellen Definitionen von ‚Terror‘ und ,Terrorismus‘ ist weiterhin, dass sich aus ihnen zwingend ergibt, die USA als führenden terroristischen Staat zu begreifen.“ (Chomsky) Auf diese Weise kürzt Chomsky die oben angesprochene Abhängigkeit und Relativierung der Begriffsbildung von Kontext und Perspektive heraus und kann den Begriff damit trennscharf anwenden.

## Beispiele
Bei allen nachfolgenden Beispielen ist – wie bereits in der Einleitung ausgeführt – zu bedenken, dass es keine unumstrittene Definition davon gibt, was unter Terrorismus zu verstehen ist (1) und dass ebenfalls umstritten ist, inwiefern es einen Terrorismus staatlicher Akteure (im Gegensatz zu einem solchen nichtstaatlicher Akteure) überhaupt geben kann (2).

### Iran

#### Mykonos-Attentat
Am 17. September 1992 wurden vier Exilpolitiker der Demokratischen Partei Kurdistans (DPK-I) im Auftrag des iranischen Geheimdienstes im Mykonos-Restaurant in Berlin erschossen. Sie waren auf Einladung des damaligen SPD-Vorsitzenden Björn Engholm zu Gast. Die Staatsanwaltschaft konnte den Iraner Kazem Darabi und drei libanesischen Helfer als Täter ermitteln, die im Auftrag des iranischen Staates gehandelt haben sollen.

#### Vereitelter Anschlag in Frankreich
Im Jahr 2018 vereitelte die belgische Polizei einen Anschlag auf eine Veranstaltung des Nationalen Widerstandsrat des Iran bei der 25.000 Gäste teilgenommen hatten. Unter den Gästen der Veranstaltung befanden sich auch der Trump-Vertraute Rudy Giuliani sowie weitere US-amerikanische und europäische Politiker. Die Täter wurden mit Sprengstoff im Auto von Spezialeinheiten der Polizei in Brüssel gestoppt, bevor sie den Anschlag durchführen konnten. Als Drahtzieher hinter dem Anschlag wurde der iranische Ex-Botschafter in Wien Assadollah Assadi ermittelt, der im Sommer 2018 auf einer bayerischen Autobahn festgenommen wurde. Im Februar 2021 wurde Assadi in Belgien zu zwanzig Jahren Haft verurteilt.

### Libyen
Libyen förderte in den 1970er und 1980er Jahren palästinensische Terrorgruppen, was von der westlichen Welt als Staatsterrorismus bewertet wurde.
In der Nacht vom 4. auf den 5. April 1986 wurde ein Bombenanschlag auf die Berliner Diskothek La Belle verübt, bei dem 3 Menschen ums Leben kamen. Bereits am Tag nach dem Anschlag beschuldigte US-Präsident Ronald Reagan den libyschen Staatschef Muammar al-Gaddafi, das Attentat angeordnet zu haben, da die USA im Rahmen der Operation Rubikon die verschlüsselte Kommunikation der libyschen Botschaft mitlesen konnte.
Der Lockerbie-Anschlag war ein Bombenanschlag auf ein Verkehrsflugzeug vom Typ Boeing 747-121 der Fluggesellschaft Pan American World Airways. Das Flugzeug wurde auf einer Flughöhe von 9.400 m über der schottischen Ortschaft Lockerbie nach der Explosion von 340 bis 450 g Plastiksprengstoff zerstört. Bei dem Anschlag kamen alle 259 Insassen der Maschine sowie am Boden elf Bewohner Lockerbies ums Leben. Laut Urteil schottischer Strafgerichte war der Anschlag ein staatsterroristischer Akt libyscher Geheimdienstler.

### Operation Condor
Bei der Operation Condor in den 1970er-Jahren arbeiteten Argentinien, Chile, Paraguay, Uruguay, Bolivien und Brasilien mit Unterstützung der Vereinigten Staaten zusammen, um gemeinsam Oppositionelle zu verfolgen und zu ermorden.

### Algerien
Habib Souaïdia, Offizier einer algerischen Antiterroreinheit, warf 2001 der algerischen Regierung Staatsterrorismus vor. Sie habe während des Bürgerkriegs der 1990er Jahre, in dem nach Schätzungen von Amnesty International bis zu 200.000 Menschen starben, unter strengster Geheimhaltung einen „schmutzigen Krieg“ gegen die eigene Bevölkerung geführt. Offiziell führte die Regierung Krieg gegen islamistische Terrorgruppen, die Terroranschläge gegen Soldaten und Zivilisten begingen. Laut Souaïdia waren jedoch an zahlreichen Massakern an der Zivilbevölkerung Militärangehörige zumindest beteiligt, und er sei selbst Zeuge gewesen, wie Geheimagenten des Staates getarnt Terroranschläge gegen Zivilisten verübten, für die dann offiziell und fälschlich die islamistischen Terroristen verantwortlich gemacht worden seien. Laut anderen Zeugen aus den Geheimdiensten war die Führungsspitze der größten Terrorgruppe Groupe Islamique Armé (GIA – übersetzt: „Bewaffnete islamische Gruppe“) von Agenten der algerischen Geheimdienste unterwandert, und die Geheimdienste hätten selbst neue terroristische Gruppen gebildet, die dann „völlig außer Kontrolle geraten“ seien. Die algerische Regierung ließ Souaidia, der ins Exil nach Frankreich gegangen war, im Jahr 2002 für seine Aussagen in Abwesenheit zu 20 Jahren Gefängnis verurteilen. Seine auch von anderen Zeugen in ähnlicher Form bestätigten Vorwürfe wurden nie offiziell untersucht. Stattdessen wurde dem Volk im Jahr 2005 eine Generalamnestie für die Verbrechen aller Konfliktparteien zur Abstimmung vorgelegt, die jegliche Verantwortung der Staatsorgane für schwere Menschenrechtsverletzungen verneinte und deren gerichtliche Aufklärung verhindert.

### Frankreich
Von 1956 bis 1960 verübte die Rote Hand in der Bundesrepublik Deutschland diverse Sprengstoffanschläge und Morde auf bzw. an Mitgliedern und Sympathisanten der algerischen Untergrundorganisation FLN. Spektakulärster Anschlag war die Versenkung des Bremer Frachter Atlas am 2. Oktober 1958 im Hamburger Hafen. Die Delikte wurden bis in die Gegenwart (2017) nie aufgeklärt.
Das Greenpeace-Schiff Rainbow Warrior wurde am 10. Juli 1985 von Agenten des französischen Service Action im neuseeländischen Auckland versenkt.

### Russland
Am 23. August 2019 wurde der damals in Deutschland asylsuchende Selimchan Changoschwili im Kleinen Tiergarten im Berliner Ortsteil Moabit mutmaßlich im Auftrag des russischen Geheimdienstes FSB erschossen. Im Juni 2020 erhob der Generalbundesanwalt Anklage gegen einen Herrn Krassikow, bezeichnete die Tat als Auftragsmord und verwies auf die Regierung der Russischen Föderation als Drahtzieher des Auftragsmordes. Am 15. Dezember 2021 verurteilte das Berliner Kammergericht den Angeklagten Krassikow zu einer lebenslangen Freiheitsstrafe. Der Richter sprach von Staatsterrorismus, begangen von Russland.
Am 20. August 2020 wurde der russische Oppositionsführer Alexei Nawalny durch FSB-Mitarbeiter in Tomsk vergiftet. Später wurde bekannt, dass dieselbe FSB-Einheit Anschläge auf andere Aktivisten und Politiker wie Wladimir Kara-Mursa beging.

### Belarus
Am 23. Mai 2021 wurde Ryanair-Flug 4978 unter Vorspiegelung einer angeblichen Bombendrohung nach Minsk umgeleitet um den regimekritischen Journalisten Raman Pratassewitsch und seine Freundin Sofia Sapega zu verhaften. Mehrere europäische Staats- und Regierungschefs verurteilten das Vorgehen als Staatsterrorismus.